# 世界一奇妙なクイズ
『世界一奇妙なクイズ』（せかいいちきみょうなくいず）は、テレビ朝日で放送されたクイズ番組。
第1回と第2回は「世界一キモいクイズ」（せかいいちきもいくいず）と題してバラエティ番組『すくいず!』の企画第6弾として放送。第3回からは現タイトルに改題され、特別番組（放送時間はネオバラエティ水曜日）が放送された。

## 内容
- さまざまな分野の、オタクを自負する芸能人がスタジオに集まって、自分の得意分野からクイズを出しあう。
- 基本的にクイズは非常にマニアック。番組では「キモい」は褒め言葉であり、いかに「キモい」と言わせたり、思われるかが重要で、クイズの正解・不正解は重要ではない。むしろ、正解されてしまうとその分野のオタクは悔しがる傾向にある。クイズに勝ち負けもなく点数制でもない。
- クイズの出題前後は、手元にある「ちなみに」「逆に」ボタンを押して、勝手にうんちくを挟むことも許されている。しかし押しすぎたり、周囲がいっせいに押した場合は答えられない（またはカットされる）。
  - 一部では、このシステムが「スペシャにチャレンジ 音知連」の模倣という指摘もある。これについて、音知連の司会者であるいとうせいこうは「スペシャの歴史はパクられの歴史ですから、パクられた時こそナンボ」とネタにしていた。
- 第1回では、特に正解・不正解やうんちくの出来・不出来によって優劣を決めていなかったが、第2回では、特に（賛辞の意味で）「キモい」活躍を見せた半田健人に、バンダイの「Human Player」が贈られた。
- 第3回以降、番組名を変えるのに合わせ、題字は荒木飛呂彦によるものに変更された。

## 出演者

### 司会
- 中川翔子
アニメ、漫画、ゲーム、戦隊ヒーロー、昭和歌謡アイドルオタク。自身が好きな物の話になると興奮し、饒舌になりさらに早口であまり口を開かずに話すため聞き取りにくくなる。知識に精通していないものに関してはほぼ喋らないが、真剣に聞き入り興味を示す。喜ぶと「ウヒョー!」「ヒョエー!」など奇妙な声をあげる癖がある。
- しゅんたん
中川と共に司会を務める一般人。その正体は、構成作家の山川俊司。あだ名が「しょこたん」に似ていることと、気持ち悪い見た目を重視して起用された。第1回・第2回は、身振り手振りと口パクだけで進行しており、声は大竹によるアテレコ。第3回より司会の後方の部屋から見守る立場となり、大竹とのホットラインで意思を伝える程度になった。
- 大竹一樹（さまぁ〜ず）
第1回・第2回では、しゅんたんの声を担当した、所謂「天の声」役。第1回は「某芸能人」という形で伏せられていたが、第2回のエンディングトークでスペシャルサンクスとして顔出し出演。その代わり、天の声を失ったしゅんたんがポックリと息絶える演出がなされた。第3回でしゅんたんの卵から誕生し、司会に昇格した。

### 解答者
第1回より毎回出演
- 土田晃之… ガンダムオタク
- 加藤夏希… エヴァンゲリオンオタク（第1回・第2回）→声優オタク（第3回・第4回）

第1回・第2回に出演
- 関根勤… 格闘技オタク
- ビビる大木… 幕末オタク（第1回）→プロレスオタク（第2回）

第1回・第3回・第4回に出演
- 向谷実… 鉄道オタク

第1回のみに出演
- 西村知美… ルパン三世オタク
- 江川達也… 軍事オタク
解答・コメントのみで出題はしなかった。
- 芝田山親方… スイーツオタク
- 野月貴弘
解答・出題ともせず。向谷の出題の解答説明の際にワンポイントで出演。

第2回のみに出演
- 半田健人… 高層ビルオタク
- 藤波辰爾… お城オタク
出題はしなかったが、関根・大木の出題した問題で実演や説明を行った。
- 豊岡真澄… 鉄道オタク
- はるな愛… 松田聖子オタク
解答のみで出題はせず。

第3回・第4回に出演
- 有野晋哉… ゲームオタク
- 岡田ひかり… 高校野球オタク
解答のみで出題はせず。
- 小野寺昭… 登山オタク
- 勝俣州和… プロレスオタク
- ♪鳥くん… 鳥オタク
- こまつ
解答・出題ともせず。第3回の有野の出題の解答説明の後および第4回のエンディングに登場し、ゲームミュージック演奏を披露。

### ナレーター
- 三石琴乃

## 主なスタッフ
- 企画ブレーン：渡邊健一、そーたに
- 構成：北本かつら、町田裕章、樅野太紀、山川俊司
- 制作スタッフ：福岡雅秀、伊藤貴幸、蓑宮祥弘、石田雅美（テレビ朝日）
- アシスタントプロデューサー：田畑まなみ/志波佳代子（テレビ朝日）
- ディレクター：田吹康、並木謙一、田村憲隆
- チーフディレクター：三浦大輔（テレビ朝日映像）
- プロデューサー：小田隆一郎（テレビ朝日）、粟井誠司（テレビ朝日映像）
- 番組プロデューサー：奥田創史（テレビ朝日）
- チーフプロデューサー：蓮実一隆（テレビ朝日）
- 技術協力：テイクシステムズ、麻布プラザ
- 美術協力：テレビ朝日クリエイト、テレビ朝日サービス、テルミック
- 制作協力：テレビ朝日映像
- 制作著作：テレビ朝日

## 放送日
- 第1回（すくいず!第17回） - 2007年8月15日
- 第2回（すくいず!第18回） - 2007年8月29日
- 第3回 - 2007年12月27日 23:35～24:30
ANNフルネット局では朝日放送（ABC）のみ、うめだメッセ放送のため放送されなかった。
- 第4回 - 2008年1月16日 23:15～24:10
北海道テレビ（HTB）では水曜どうでしょう放送のため23:45～24:40に、朝日放送（ABC）はきになるオセロ放送のため24:29～25:26に、それぞれ遅れて放送された。
- スピンオフ企画「ヲタック25完全版」　- 2008年2月2日 23：00～23：58　テレ朝チャンネルで放送